# Cshonho állomás
Cshonho (Cheonho) állomás (Phungnamthoszongjok (Pungnamtoseongyeok), 풍납토성역) metróállomás a szöuli metró 5-ös és 8-as vonalán, Kangdong-ku (Gangdong-gu) kerületben. Az állomás kiegészítő neve Phungnamthoszong (Pungnamtoseong), mely az állomástól az Olimpiai hídig futó földsáncot jelöli, amely feltehetően Ürjeszong (Wiryeseong) város fala lehetett régen.

## Viszonylatok
| 5-ös vonal                                   | 5-ös vonal | 5-ös vonal                                                                 |
| -------------------------------------------- | ---------- | -------------------------------------------------------------------------- |
| Kvangnaru (Gwangnaru) Panghva (Banghwa) felé | fő vonal   | Kangdong (Gangdong) Szangil-tong (Sangil-dong) vagy Macshon (Macheon) felé |
| 8-as vonal                                   |            |                                                                            |
| Amsza (Amsa) végállomás felé                 | fő vonal   | Kangdong-ku cshong (Gangdong-gu cheong) Moran felé                         |